# شيلا كي جواني
شيلا كي جاواني (بالإنجليزية: literally Sheila's youth)‏ وتعرف بالعربية شباب شيلا أو حيوية شيلا هي أغنية للفنانة سنيدي شوهان وفيشال دادلاني ويضم الفيديو التصويري للأغنية رقصات تؤديها الممثلة كاترينا كايف جنبا إلى جنب مع أكشاي كومار كأغنية في الفيلم البوليوودي تيس مار خان، وقد أخرج الأغنية المخرجة فرح خان كما صممت حركات الرقص بصفتها المخرجة للفيلم، والتي فازت عن طريقه بجائزة الفيلم فير لأفضل مصممة رقصات.
تلقت الأغنية شعبية هائلة بسبب المقارنة بينها وبين أغنية موني بادنام هوي من فيلم دابانغ، منذ ذلك الحين أصبحت أغنية شيلا كي جاواني واحدة من أغاني بوليوود الأكثر مشاهدة على موقع يوتيوب بحيث وصلت ل 50 مليون مشاهدة.